# Cândido Júlio Bampi
Dom Frei Cândido Júlio (Maria) Bampi, O.F.M.Cap. (Caxias do Sul, 25 de janeiro de 1889 — Caxias do Sul, 7 de julho de 1978) foi um bispo católico brasileiro.

## Biografia
Filho de Maximino Bampi e de Giácoma Cemin, ingressou no Seminário Seráfico de Garibaldi, em 1900. Posteriormente fez seus estudos nas casas de formação da Província Capuchinha em Veranópolis e Flores da Cunha. Fez sua profissão religiosa no dia 8 de abril de 1906, diante diante do frei Bruno de Gillonay. 
Em 1914 foi enviado a Roma, para estudar na Pontifícia Universidade Gregoriana. No dia 10 de agosto de 1914 foi ordenado sacerdote em Ivrea, Itália. Voltou ao Brasil com o Título de doutor em Direito Canônico; assumiu o cargo de professor e diretor dos estudantes de filosofia e teologia, em Garibaldi, nos anos de 1919 a 1927 e de 1933 a 1936. Entre os anos de 1927 e 1933, foi Comissário Provincial dos Frades Menores Capuchinhos do Rio Grande do Sul. 
Aos 26 de junho de 1936 foi nomeado pelo Papa Pio XI, Bispo Titular de Tlos e Bispo Prelado de Vacaria. A ordenação episcopal ocorreu no dia 4 de outubro de 1936, sendo sagrante Dom João Becker, Arcebispo de Porto Alegre, e co-sagrantes Dom José Baréa, Bispo de Caxias do Sul e, Dom Antonio Reis, Bispo de Santa Maria, na Catedral Metropolitana de Porto Alegre. Tomou posse como primeiro Bispo Prelado de Vacaria no dia 4 de novembro de 1936. Por 21 anos atuando na criação e organização das paróquias, promovendo a evangelização nas diferentes formas da pastoral de então, sempre com o espírito de fé e com entusiasmo; deixou Vacaria com uma Diocese organizada e de intensa vida espiritual.
No dia 9 de abril de 1957, foi nomeado pelo Papa Pio XII, Bispo Auxiliar na Diocese de Caxias do Sul, onde dedicou especial atenção às comunidades religiosas e, nos últimos anos, dedicando-se mais ao ministério do confessionário e visitas aos pobres e doentes. No ano de 1976 recolheu-se no Convento Imaculada Conceição. 
Faleceu no dia 7 de julho de 1978, às 8h30min, no Convento Imaculada Conceição, aos 89 anos. Foi sepultado na Catedral Santa Tereza, em Caxias do Sul.